# Burca

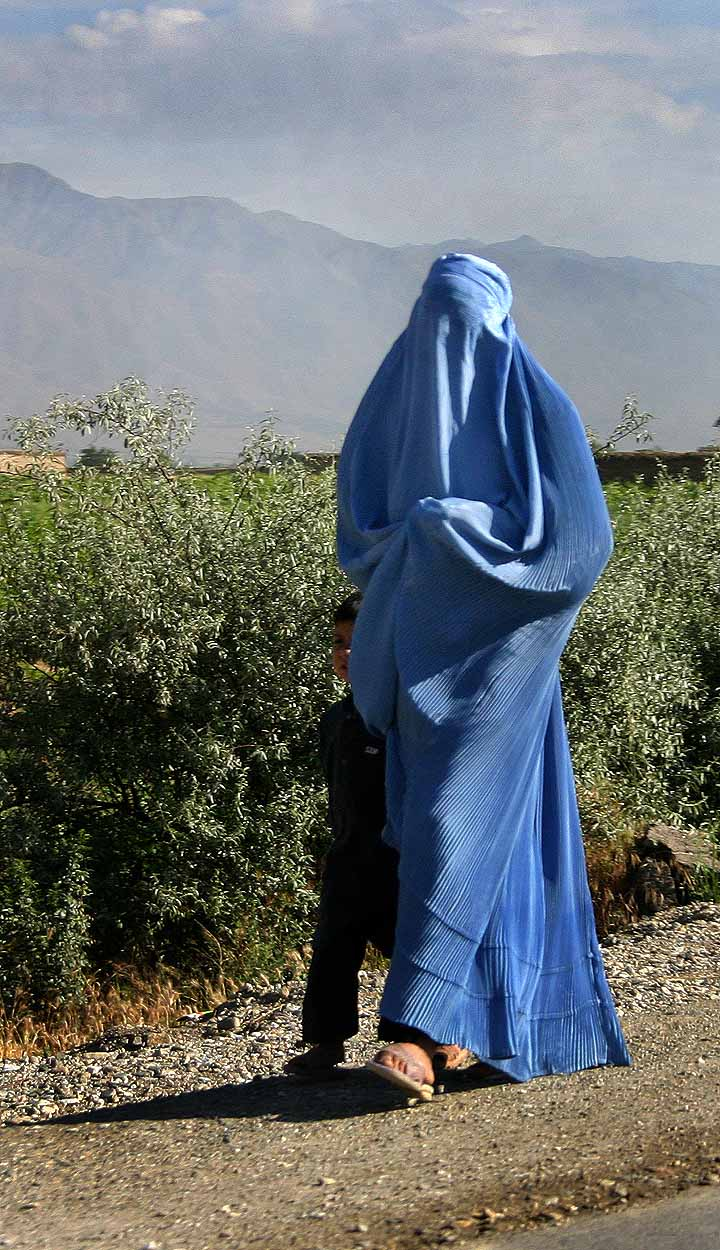
Dona afganesa duent el txadri

El burca és una vestimenta tradicional que porten algunes dones de certs països musulmans (en especial a l'Afganistan i en zones del Pakistan i de l'Iran) basant-se en una interpretació estricta del codi islàmic del vestit o hijab, segons la qual la dona hauria de cobrir-se completament en públic.
N'hi ha diversos models, dels quals se'n poden destacar dos: El primer, usat al sud de l'Iran, és un tipus de vel que es lliga al cap i que cobreix la cara a excepció d'una escletxa a l'altura dels ulls perquè la dona hi pugui veure. L'altre és l'anomenat txadri i conegut com a «burca complet» o «burca afganès», roba d'una sola peça que cobreix el cos de cap a peus i que sol ser de color blau. Aquí, per a veure-hi, hi ha un vel reixat que permet que la dona miri, però que evita que la gent li vegi els ulls. A Occident, el mot «burca» se sol assimilar actualment al txadri o burca completa afganesa. Tampoc no s'ha de confondre amb el nicab, un tipus de vel que cobreix el cap i la cara, però no el cos, i que sol ser negre. De vegades, hom parla de «vel integral» en parlar de vels que cobreixen la cara, com el burca o el nicab en contraposició als vels que no ho fan, com el xador o més àmpliament el hijab.
El mot prové de l'àrab برقع, burquʿ o burqaʿ.

## Context històric
La introducció del txadri es va produir a l'Afganistan a principis del segle xx, durant el mandat de Habibullah (1901-1919), que va imposar el seu ús a les dones que componien el seu nombrós harem per evitar que fossin vistes pels altres homes. A partir d'aquí, el burca va esdevenir una vestimenta utilitzada per la classe alta, que d'aquesta manera s'aïllava del poble evitant la seva mirada.
Aplicant una comprensió fanàtica de les lleis religioses i tribals, el règim dels talibans va imposar l'ús del burca per a totes les dones de l'Afganistan.

## Ús als Països Catalans
A Catalunya, segons el Consell Islàmic i Cultural de Catalunya, el 2010 hi hauria com a molt sis dones amb burca per set milions i mig d'habitants. Algunes organitzacions es mostren contràries al seu ús, al·legant que aquestes dones es veuen obligades a fer-ho, en comptes de promoure canvis en la normativa que sancionin la imposició del vel integral, no pas el seu ús. Poques dones, de diferents religions i cultures, es mostren a favor d'imposar per llei normes vestimentàries. La majoria de partits polítics també. La majoria dels grups feministes considera que les prohibicions o imposicions d'aquesta mena són masclistes. Entitats com el Centre UNESCO de Catalunya qüestionen alguns partits polítics per utilitzar la religió com a arma amb finalitats electoralistes.
En particular, la Unesco de Catalunya considera que és un gran error centrar el debat públic en tan sols el fet de prohibir o no prohibir una peça de roba. Menys encara sense consultar prèviament l'Assemblea de les Religions, que té funcions consultives i assessores en totes aquelles matèries relacionades amb els afers de les diferents tradicions religioses, ni sense parlar amb les dones a les quals la normativa suposadament afectaria, encara que siguin una minoria. Els articles 8 i 9 de la Convenció Europea de Drets Humans, de la qual inclouen explícitament la llibertat de religió i creença, i es manifesten contra la prohibició de pràctiques i símbols religiosos.

## Altres tipus de roba en l'islam
- Abaia
- Amira
- Batula
- Boshiya
- Burquini
- Gel·laba
- Hijab
- Khimar
- Nicab
- Xador
- Xaila
- Vel